# Het is een nacht... (Levensecht)
Het is een nacht... (Levensecht) is een Nederlandstalige nummer en werd geschreven door de Nederlandse zanger-muzikant Guus Meeuwis en is afkomstig van het debuutalbum Verbazing uit 1996.  In juli 1995 werd het nummer op cd-single uitgebracht en in 2016 als digitale download.

## Guus Meeuwis & Vagant
Het is een nacht... (Levensecht) is de debuutsingle en hit van Guus Meeuwis & Vagant uit de zomer van 1995. De single werd voor Meeuwis de eerste nummer 1-hit in Nederland. Het is de voorloper van het album dat het jaar daarop uitkwam: Verbazing.

### Ontstaan
Na een romantisch weekeinde in het Belgische Brugge met zijn vriendin Valérie, schrijft Guus Meeuwis het nummer Het is een nacht... (Levensecht). Nadat de vriendengroep in 1994 met dit nummer namens de Tilburgse studentenvereniging T.S.C. Sint Olof het eerste AHC-Studentensongfestival wint op de ALSV Quintus in Leiden krijgen zij een platencontract aangeboden van Willem van Schijndel.

### Hitverloop
In juli 1995 verschijnt het nummer op cd-single. Deze wordt in week 30 van 1995 tot Alarmschijf gebombardeerd op destijds Radio 538 en wordt ook veel gedraaid op Radio 2 en Radio 3FM. De single komt binnen enkele weken op de nummer 1-positie van de Nederlandse Top 40. Na zes weken de Top 40-lijst te hebben aangevoerd, komt de single na vijf weken terug voor nog een week koppositie en staat zodoende zeven weken op nummer 1.
In de publieke hitlijst; toentertijd de Mega Top 50 op Radio 3FM, staat de single 36 weken genoteerd, waarvan acht weken op nummer 1. Na zes weken de Mega Top 50 te hebben aangevoerd, komt de single na vier weken terug voor nog twee weken koppositie.
Uiteindelijk worden er meer dan een kwart miljoen exemplaren van de single verkocht.
Ook in België bereikte de single de nummer 1-positie in zowel de Vlaamse Ultratop 50 als de Vlaamse Radio 2 Top 30. In Wallonië werd géén notering behaald.
Sinds de eerste editie in december 1999 staat de single onafgebroken genoteerd in de jaarlijkse NPO Radio 2 Top 2000 van de Nederlandse publieke radiozender NPO Radio 2, met als hoogste notering tot nu toe een 248e positie in 2005.

## Hitnoteringen

### Nederlandse Top 40
| Hitnotering: 29-07-1995 t/m 03-02-1996 | Hitnotering: 29-07-1995 t/m 03-02-1996 | Hitnotering: 29-07-1995 t/m 03-02-1996 | Hitnotering: 29-07-1995 t/m 03-02-1996 | Hitnotering: 29-07-1995 t/m 03-02-1996 | Hitnotering: 29-07-1995 t/m 03-02-1996 | Hitnotering: 29-07-1995 t/m 03-02-1996 | Hitnotering: 29-07-1995 t/m 03-02-1996 | Hitnotering: 29-07-1995 t/m 03-02-1996 | Hitnotering: 29-07-1995 t/m 03-02-1996 | Hitnotering: 29-07-1995 t/m 03-02-1996 | Hitnotering: 29-07-1995 t/m 03-02-1996 | Hitnotering: 29-07-1995 t/m 03-02-1996 | Hitnotering: 29-07-1995 t/m 03-02-1996 | Hitnotering: 29-07-1995 t/m 03-02-1996 |
| Week:                                  | 1                                      | 2                                      | 3                                      | 4                                      | 5                                      | 6                                      | 7                                      | 8                                      | 9                                      | 10                                     | 11                                     | 12                                     | 13                                     | 14                                     |
| -------------------------------------- | -------------------------------------- | -------------------------------------- | -------------------------------------- | -------------------------------------- | -------------------------------------- | -------------------------------------- | -------------------------------------- | -------------------------------------- | -------------------------------------- | -------------------------------------- | -------------------------------------- | -------------------------------------- | -------------------------------------- | -------------------------------------- |
| Positie:                               | 23                                     | 5                                      | 1                                      | 1                                      | 1                                      | 1                                      | 1                                      | 1                                      | 2                                      | 2                                      | 2                                      | 2                                      | 2                                      | 1                                      |
| Week:                                  | 15                                     | 16                                     | 17                                     | 18                                     | 19                                     | 20                                     | 21                                     | 22                                     | 23                                     | 24                                     | 25                                     | 26                                     | 27                                     |                                        |
| Positie:                               | 5                                      | 6                                      | 5                                      | 5                                      | 5                                      | 13                                     | 14                                     | 20                                     | 29                                     | 30                                     | 31                                     | 31                                     | 35                                     | uit                                    |

### Mega Top 50
| Hitnotering: 29-07-1995 t/m 06-04-1996 | Hitnotering: 29-07-1995 t/m 06-04-1996 | Hitnotering: 29-07-1995 t/m 06-04-1996 | Hitnotering: 29-07-1995 t/m 06-04-1996 | Hitnotering: 29-07-1995 t/m 06-04-1996 | Hitnotering: 29-07-1995 t/m 06-04-1996 | Hitnotering: 29-07-1995 t/m 06-04-1996 | Hitnotering: 29-07-1995 t/m 06-04-1996 | Hitnotering: 29-07-1995 t/m 06-04-1996 | Hitnotering: 29-07-1995 t/m 06-04-1996 | Hitnotering: 29-07-1995 t/m 06-04-1996 | Hitnotering: 29-07-1995 t/m 06-04-1996 | Hitnotering: 29-07-1995 t/m 06-04-1996 | Hitnotering: 29-07-1995 t/m 06-04-1996 | Hitnotering: 29-07-1995 t/m 06-04-1996 | Hitnotering: 29-07-1995 t/m 06-04-1996 | Hitnotering: 29-07-1995 t/m 06-04-1996 | Hitnotering: 29-07-1995 t/m 06-04-1996 | Hitnotering: 29-07-1995 t/m 06-04-1996 | Hitnotering: 29-07-1995 t/m 06-04-1996 |
| Week:                                  | 1                                      | 2                                      | 3                                      | 4                                      | 5                                      | 6                                      | 7                                      | 8                                      | 9                                      | 10                                     | 11                                     | 12                                     | 13                                     | 14                                     | 15                                     | 16                                     | 17                                     | 18                                     | 19                                     |
| -------------------------------------- | -------------------------------------- | -------------------------------------- | -------------------------------------- | -------------------------------------- | -------------------------------------- | -------------------------------------- | -------------------------------------- | -------------------------------------- | -------------------------------------- | -------------------------------------- | -------------------------------------- | -------------------------------------- | -------------------------------------- | -------------------------------------- | -------------------------------------- | -------------------------------------- | -------------------------------------- | -------------------------------------- | -------------------------------------- |
| Positie:                               | 25                                     | 5                                      | 1                                      | 1                                      | 1                                      | 1                                      | 1                                      | 1                                      | 2                                      | 2                                      | 2                                      | 2                                      | 1                                      | 1                                      | 3                                      | 4                                      | 6                                      | 8                                      | 8                                      |
| Week:                                  | 20                                     | 21                                     | 22                                     | 23                                     | 24                                     | 25                                     | 26                                     | 27                                     | 28                                     | 29                                     | 30                                     | 31                                     | 32                                     | 33                                     | 34                                     | 35                                     | 36                                     |                                        |                                        |
| Positie:                               | 6                                      | 7                                      | 13                                     | 17                                     | 17                                     | 18                                     | 20                                     | 28                                     | 28                                     | 32                                     | 36                                     | 38                                     | 41                                     | 49                                     | 40                                     | 40                                     | 48                                     | uit                                    |                                        |

### Vlaamse Ultratop 50
| Hitnotering: (Week 1 t/m 20) 16-09-1995 t/m 27-01-1996 Hitnotering: (Week 21 t/m 22) 10-02-1996 t/m 17-02-1996 | Hitnotering: (Week 1 t/m 20) 16-09-1995 t/m 27-01-1996 Hitnotering: (Week 21 t/m 22) 10-02-1996 t/m 17-02-1996 | Hitnotering: (Week 1 t/m 20) 16-09-1995 t/m 27-01-1996 Hitnotering: (Week 21 t/m 22) 10-02-1996 t/m 17-02-1996 | Hitnotering: (Week 1 t/m 20) 16-09-1995 t/m 27-01-1996 Hitnotering: (Week 21 t/m 22) 10-02-1996 t/m 17-02-1996 | Hitnotering: (Week 1 t/m 20) 16-09-1995 t/m 27-01-1996 Hitnotering: (Week 21 t/m 22) 10-02-1996 t/m 17-02-1996 | Hitnotering: (Week 1 t/m 20) 16-09-1995 t/m 27-01-1996 Hitnotering: (Week 21 t/m 22) 10-02-1996 t/m 17-02-1996 | Hitnotering: (Week 1 t/m 20) 16-09-1995 t/m 27-01-1996 Hitnotering: (Week 21 t/m 22) 10-02-1996 t/m 17-02-1996 | Hitnotering: (Week 1 t/m 20) 16-09-1995 t/m 27-01-1996 Hitnotering: (Week 21 t/m 22) 10-02-1996 t/m 17-02-1996 | Hitnotering: (Week 1 t/m 20) 16-09-1995 t/m 27-01-1996 Hitnotering: (Week 21 t/m 22) 10-02-1996 t/m 17-02-1996 | Hitnotering: (Week 1 t/m 20) 16-09-1995 t/m 27-01-1996 Hitnotering: (Week 21 t/m 22) 10-02-1996 t/m 17-02-1996 | Hitnotering: (Week 1 t/m 20) 16-09-1995 t/m 27-01-1996 Hitnotering: (Week 21 t/m 22) 10-02-1996 t/m 17-02-1996 | Hitnotering: (Week 1 t/m 20) 16-09-1995 t/m 27-01-1996 Hitnotering: (Week 21 t/m 22) 10-02-1996 t/m 17-02-1996 | Hitnotering: (Week 1 t/m 20) 16-09-1995 t/m 27-01-1996 Hitnotering: (Week 21 t/m 22) 10-02-1996 t/m 17-02-1996 |
| Week: | 1 | 2 | 3 | 4 | 5 | 6 | 7 | 8 | 9 | 10 | 11 | 12 |
| --- | --- | --- | --- | --- | --- | --- | --- | --- | --- | --- | --- | --- |
| Positie: | 11 | 6 | 2 | 1 | 1 | 1 | 1 | 1 | 1 | 1 | 1 | 3 |
| Week: | 13 | 14 | 15 | 16 | 17 | 18 | 19 | 20 | | 21 | 22 | |
| Positie: | 4 | 5 | 5 | 4 | 5 | 7 | 18 | 27 | uit | 45 | 44 | uit |

### NPO Radio 2 Top 2000
| Nummer met noteringen in de NPO Radio 2 Top 2000 | '99 | '00 | '01 | '02 | '03 | '04 | '05 | '06 | '07 | '08 | '09 | '10 | '11 | '12 | '13 | '14 | '15 | '16 | '17 | '18 | '19 | '20 | '21 | '22 | '23 | '24 |
| ------------------------------------------------ | --- | --- | --- | --- | --- | --- | --- | --- | --- | --- | --- | --- | --- | --- | --- | --- | --- | --- | --- | --- | --- | --- | --- | --- | --- | --- |
| Het is een nacht...                              | 498 | 670 | 545 | 849 | 657 | 476 | 248 | 334 | 409 | 388 | 415 | 481 | 366 | 434 | 489 | 620 | 507 | 774 | 996 | 708 | 632 | 794 | 829 | 829 | 750 | 653 |

1. ↑  Een vetgedrukt getal geeft de hoogste notering aan.

## The Baseballs & Guus Meeuwis
The Baseballs hebben het nummer vertaald in This is a night dat als This is a night - Het is een nacht op zowel hun album Strings 'n' stripes als op een speciale editie van Armen open van Meeuwis staat.

## Hitnoteringen

### Single Top 100
| Hitnotering: (Week 1 t/m 2) 28-05-2011 t/m 04-06-2011 Hitnotering (Week 3 t/m 4) 18-06-2011 t/m 25-06-2011 | Hitnotering: (Week 1 t/m 2) 28-05-2011 t/m 04-06-2011 Hitnotering (Week 3 t/m 4) 18-06-2011 t/m 25-06-2011 | Hitnotering: (Week 1 t/m 2) 28-05-2011 t/m 04-06-2011 Hitnotering (Week 3 t/m 4) 18-06-2011 t/m 25-06-2011 | Hitnotering: (Week 1 t/m 2) 28-05-2011 t/m 04-06-2011 Hitnotering (Week 3 t/m 4) 18-06-2011 t/m 25-06-2011 | Hitnotering: (Week 1 t/m 2) 28-05-2011 t/m 04-06-2011 Hitnotering (Week 3 t/m 4) 18-06-2011 t/m 25-06-2011 | Hitnotering: (Week 1 t/m 2) 28-05-2011 t/m 04-06-2011 Hitnotering (Week 3 t/m 4) 18-06-2011 t/m 25-06-2011 | Hitnotering: (Week 1 t/m 2) 28-05-2011 t/m 04-06-2011 Hitnotering (Week 3 t/m 4) 18-06-2011 t/m 25-06-2011 |
| Week: | 1 | 2 | | 3 | 4 | |
| --- | --- | --- | --- | --- | --- | --- |
| Positie:                                                                                                   | 83 | 69 | uit | 95 | 98 | uit |

## Kraantje Pappie & Guus Meeuwis
Begin 2020, tijdens de corona pandemie, bracht Guus Meeuwis samen met rapper Kraantje Pappie een nieuwe versie van de op dat moment 25 jaar oude single uit, getiteld Nacht. De zanger en de rapper waren al enige tijd bevriend. In deze versie zijn de coupletten vervangen door zelfgeschreven raps van Kraantje Pappie, en heeft Meeuwis er ook een nieuw pre-refrein aan toegevoegd. "Nacht" leverde Meeuwis en Kraantje Pappie wederom een hit op, met een 25e positie in zowel de Nederlandse Top 40 als de 538 Top 50 en de 17e positie in de Single Top 100. In de publieke hitlijst; toentertijd de Mega Top 30 op NPO 3FM, werd géén notering behaald.
De bijbehorende videoclip werd opgenomen in Londen. In de clip hangen Meeuwis en Kraantje Pappie als twee vrienden de toerist uit in de Britse hoofdstad.